# Hippotrema janthina
Hippotrema janthina är en mossdjursart som först beskrevs av Smitt 1873.  Hippotrema janthina ingår i släktet Hippotrema och familjen Hippoporidridae.
Artens utbredningsområde är Mexikanska golfen. Inga underarter finns listade i Catalogue of Life.